# Bronchiole

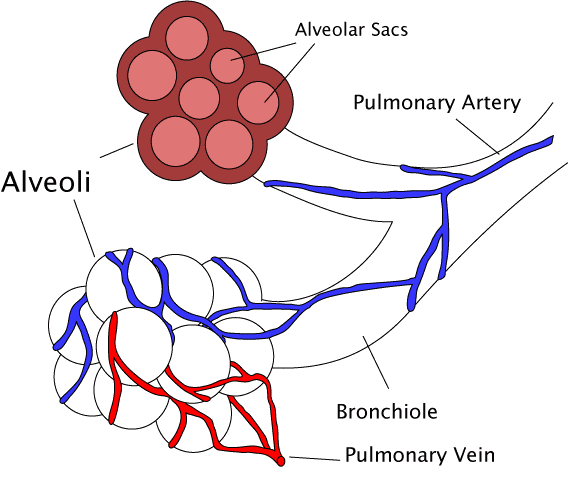
Bronchiole et alvéoles.

Les bronchioles sont les premières branches des voies respiratoires qui ne contiennent plus de cartilage. Elles sont des prolongements des bronches et elles ont moins d'un millimètre de diamètre, elles permettent l'accès de l'air aux alvéoles.